# Hydrobaenus hudsoni
Hydrobaenus hudsoni är en tvåvingeart som beskrevs av Ole Anton Saether 1976. Hydrobaenus hudsoni ingår i släktet Hydrobaenus och familjen fjädermyggor.
Artens utbredningsområde är South Dakota. Inga underarter finns listade i Catalogue of Life.